# Пойнт-Плезантский железнодорожный мост
Железнодорожный мост Пойнт-Плезант (англ. Point Pleasant Rail Bridge) —металлический ферменный мост через реку Огайо, который соединяет второстепенную дорогу Западной Виргинии между округом Галлия, штат Огайо, и Пойнт-Плезант, штат Западная Виргиния.
Общая длина моста составляет 1160 м, размер главного пролёта — 128 м.

## История
Построен в 1907 году для компании Ohio Central Railway. В настоящее время мост эксплуатируется
железной дорогой Kanawha River Railroad. Ранее мост также использовался компаниями Norfolk Southern, Conrail, Penn Central и New York Central Railroad.